# Hlahol

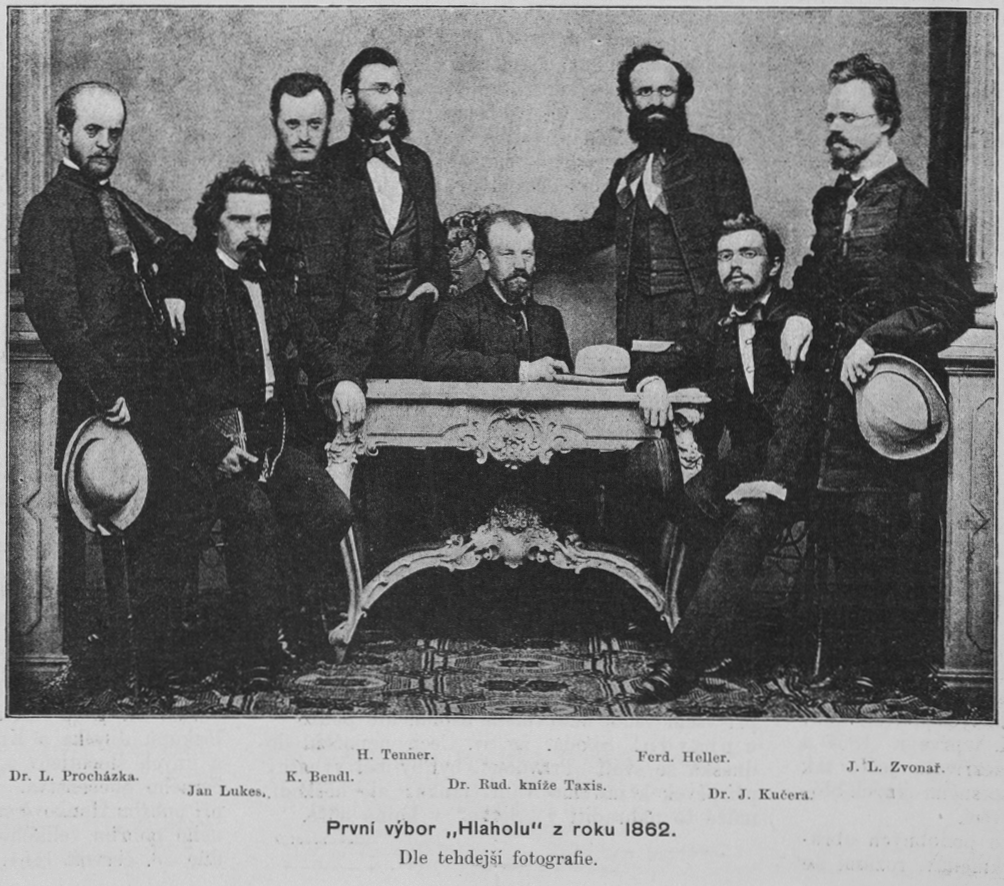
Das Hlahol-Komitee im Jahr 1862 mit dem Chorgründer Lukes als zweiter von links.

Hlahol (altslawisch für Festlied) ist ein gemischter Prager Chor. Er wurde 1861 als Männerchor gegründet, 1879 kam ein Frauenchor und 1936 ein Kinderchor hinzu. Hlahol gehört zu den ältesten tschechischen Chören, war Vorbild für die Entstehung vieler weiterer tschechischer Chöre und hatte großen Einfluss auf die Entwicklung des Chorgesangs im Böhmen des 19. Jahrhunderts. Im Laufe seiner hundertsechzigjährigen Geschichte wirkten hier viele bedeutende Musikerpersönlichkeiten, wie Bedřich Smetana, Karel Bendl oder Václav Smetáček. Dem bis dahin unbekannten Antonín Dvořák verhalf Hlahol zum Durchbruch als Komponist. Bis zum Zweiten Weltkrieg gehörte Hlahol zu den tschechischen Spitzenchören, 1923 gewann er z. B. den ersten Preis im internationalen Chorwettbewerb in Amsterdam. Im Jahr 2006 zählte der gemischte Chor 65 Mitglieder. Im Jahr 2011 feierte Hlahol das 150. Jubiläum seiner ununterbrochenen Tätigkeit. Das Vereinshaus mit einem eigenen Konzertsaal befindet sich am Moldauufer unweit des Nationaltheaters und ist heute ein Kulturdenkmal.

## Geschichte

### 19. Jahrhundert

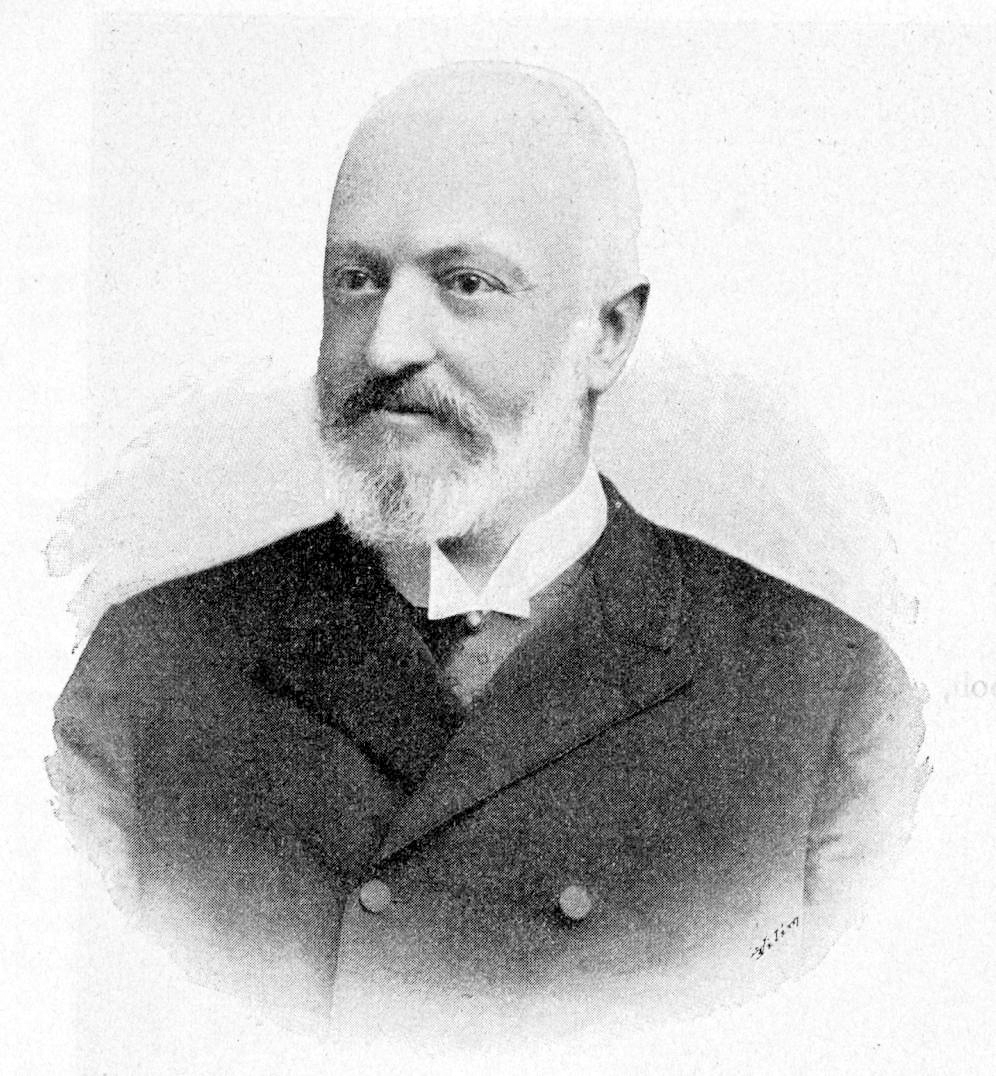
Karel Bendl leitete Hlahol in den Jahren 1865 bis 1877.

Das Ende des Neoabsolutismus im Kaisertum Österreich und die neue Verfassung vom Februar 1861 führten zu einem Aufblühen des gesellschaftlichen und kulturellen Lebens in Böhmen. Die neue Versammlungs- und Vereinigungsfreiheit ermöglichte die Bildung vieler patriotischer Vereine, die sich der Pflege der tschechischen Sprache und Kultur widmeten. Zu den ersten gehörte neben dem Turnerbund Sokol auch der Chor Hlahol.
Er entstand aus einem privaten Chor um den Sänger und Bierbrauer Jan Ludevít Lukes, welcher der erste Direktor war. Erster Präsident war Rudolf von Thurn und Taxis. Unter dem Namen Hlahol trat er erstmal öffentlich bei der Beerdigung des Dichters Václav Hanka im Januar 1861 auf. Zu Beginn zählte der reine Männerchor 120 Mitglieder. Der Vereinsname wurde aus dem Altslawischen abgeleitet und lässt sich mit Huldigungslied oder Festlied übersetzen. (Die Bezeichnung der altslawischen Schrift Glagoliza hat denselben Wortstamm.) Als offizielles Gründungsdatum gilt der 2. Oktober 1861, der Tag, an dem die Vereinssatzung verabschiedet wurde. Der Chor existierte jedoch schon vorher (mindestens seit Juni 1861) und pflegte insbesondere den slawischen Kirchengesang. Im August 1861 wurden die Statuten durch die Behörden bestätigt.
Die Anzahl der Vereinsmitglieder wuchs gleich in den ersten Monaten auf 412, davon waren 214 aktive Sänger. Einer der ersten Chorleiter war der Komponist Bedřich Smetana (1863–1865). Im Jahr 1862 gestaltete der Maler Josef Mánes eine Vereinsfahne, die das Motto trägt: Zpěvem k srdci, srdcem k vlasti (Mit dem Gesang zum Herzen, mit dem Herzen zur Heimat).
Hlahol inspirierte Gründungen weiterer Chöre in Böhmen und Mähren, einige von ihnen nannten sich ebenfalls Hlahol. Um dem Mangel an tschechischer Chorliteratur abzuhelfen und tschechische Komponisten anzuregen, schrieb Hlahol Preise für neue Chorkompositionen aus. Das Ensemble trat bei gesellschaftlichen Anlässen auf, unternahm zahlreiche Konzertreisen und unterstützte und motivierte kleinere Chöre vor allem in ländlichen Gebieten. Die Chorbewegung wuchs rasch. Am Chortag der tschechisch-slawischen Gesangvereine in Prag im Mai 1864 nahmen 114 Chöre mit insgesamt 1400 Sängern teil. Im Jahr 1866 initiierte Hlahol die Gründung des Verbandes tschechisch-slawischer Gesangsvereine (Jednota zpěváckých spolků českoslovanských). In den 1860er-Jahren stieg die Anzahl der tschechischen Chöre auf 234 und erreichte damit ihren Höhepunkt. Die Vereine widmeten sich nicht nur dem Gesang, sie organisierten auch öffentliche Tanzveranstaltungen und gemeinsame Ausflüge. Einige existierten nur wenige Jahre.

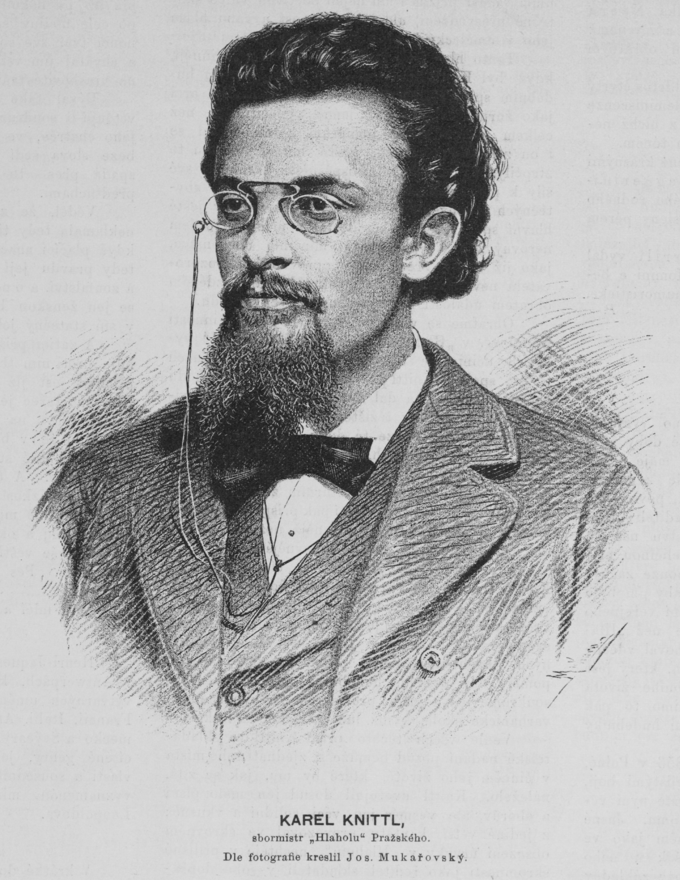
Karel Knittl leitete Hlahol in den Jahren 1877 bis 1890 und 1897 bis 1901.

Beim Konzert am 9. März 1873 im Prager Neustädter Theater (Novoměstské divadlo) beteiligte sich das erste Mal ein Frauenchor. Die 90 Sängerinnen traten auch zusammen mit Hlahol als gemischter Chor auf. Den größten Erfolg bei diesem Konzert feierte jedoch die Uraufführung des Hymnus Die Erben des Weißen Berges für gemischten Chor und Orchester (Op. 30) von Antonín Dvořák. Mit diesem patriotischen Werk gelang dem bisher unbekannten Dvořák der Durchbruch als Komponist.
Ein ständiger Frauenchor wurde im Herbst 1879 gegründet. Jetzt konnte man auch Werke für gemischte Chöre aufführen und so die Attraktivität der Konzerte erhöhen. Die Anzahl der Sängerinnen stieg in diesem Jahr auf 143, der Männerchor zählte 200 Mitglieder.
Im Jahr 1883 wählte Hlahol Smetanas kurzen vierstimmigen Choral Heslo (Motto) zu seinem musikalischen Motto. Der Verein ließ es drucken, verbreitete es unter den tschechischen Chören und verwendete es seitdem bei vielen Gelegenheiten als musikalischen Gruß. Unter den Chorleitern Karel Bendl, (1865–1877), Karel Knittl (1877–1890, 1897–1901) und Josef Klička (1890–1897) erreichte Hlahol ein hohes künstlerisches Niveau und zählte zu den berühmtesten tschechischen Chören. Zu den Höhepunkten dieser Ära zählten die Aufführungen der Missa solemnis von Ludwig van Beethoven im Jahr 1883, das Stabat Mater und Die Geisterbraut von Dvořák im Jahr 1885, das Requiem von Hector Berlioz im Jahr 1885 und das Oratorium Christus von Franz Liszt im Jahr 1887. Die Aufführung des Stabat Mater dirigierte Dvořák persönlich. Einige Chormitglieder sangen auch bei der Uraufführung von Smetanas Oper Libuše zur feierlichen Eröffnung des Prager Nationaltheaters im Juni 1881.
Anlässlich des 25-jährigen Chorjubiläums im Jahr 1886 verlieh Kaiser Franz Joseph I. dem Verein die goldene Medaille Literis et artibus.

### Von 1900 bis zum Ende des Zweiten Weltkrieges

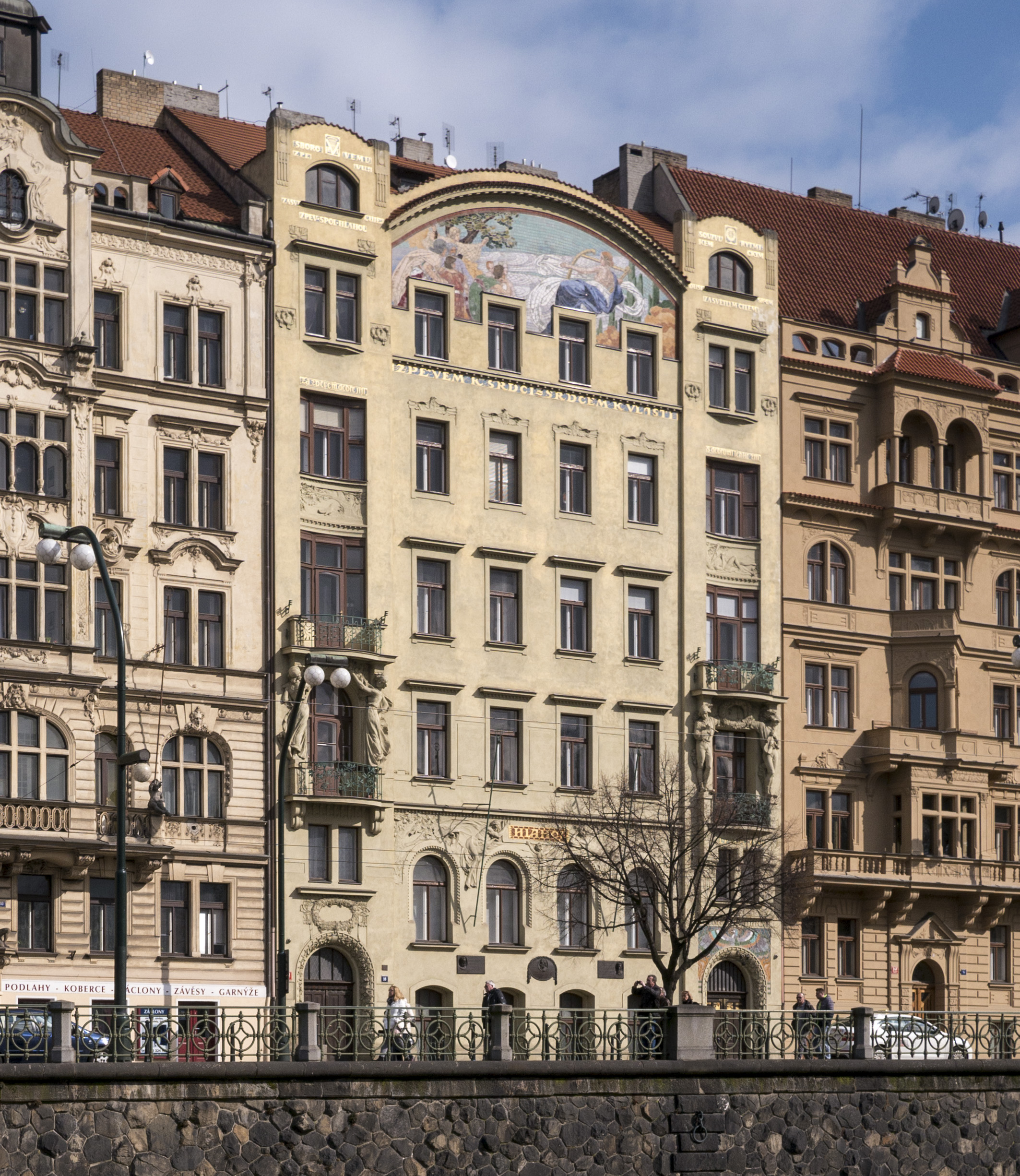
Hlahol-Vereinshaus

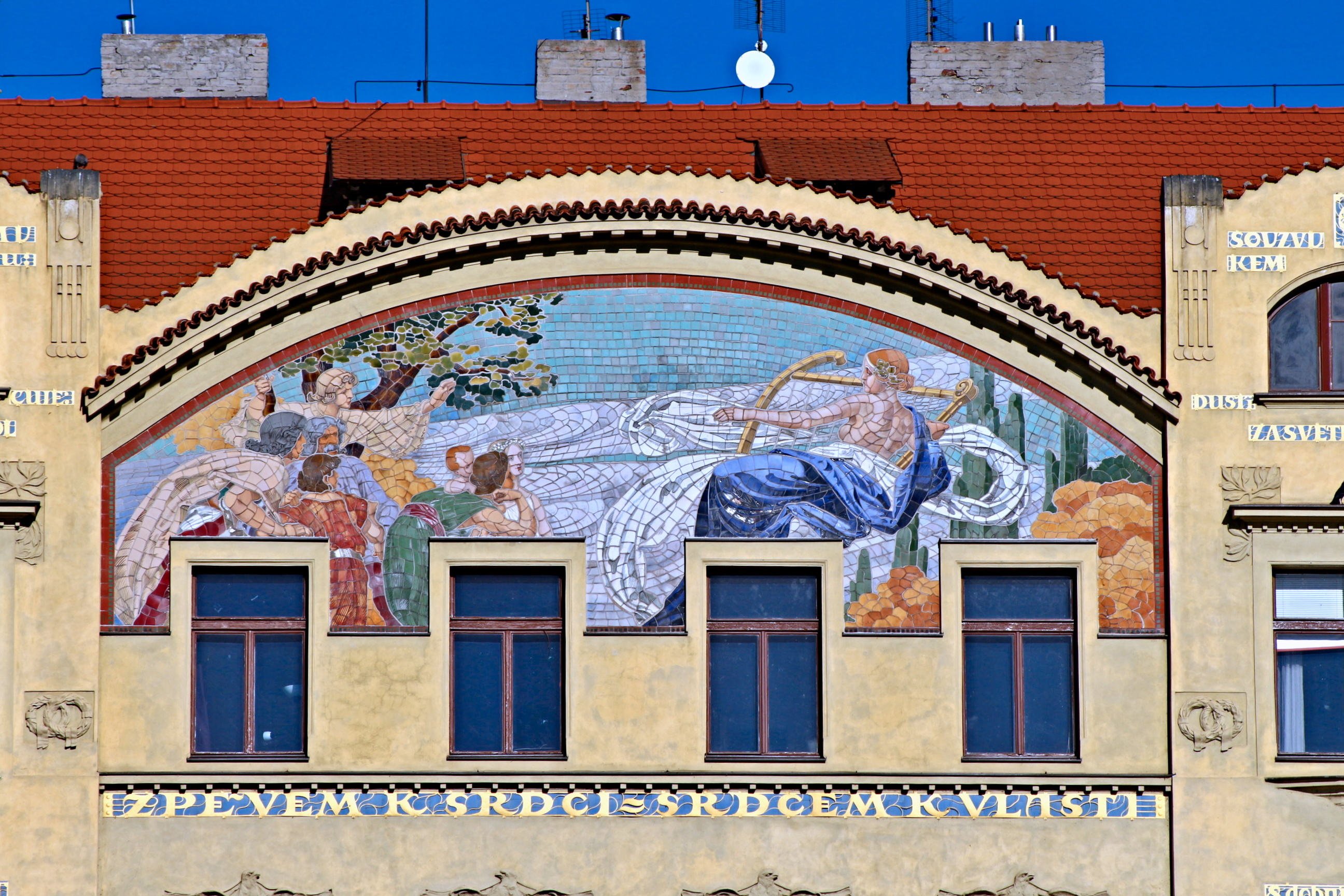
Mosaik mit Allegorie der Musik am Giebel des Vereinshauses

Dank der Spenden von Unterstützern und Mitgliedern konnte das Ensemble im Jahr 1903 ein städtisches Grundstück am Moldauufer unweit des Nationaltheaters erwerben und ein eigenes Vereinshaus mit Probensälen, Garderoben und einem Konzertsaal bauen. Nach Plänen der Architekten und Hlahol-Mitglieder František Schlaffer und Josef Fanta entstand ein markantes Jugendstilgebäude. Die Eröffnung wurde im November 1905 gefeiert.
Das Gebäude hat zwei Eingänge, zwischen ihnen sind Gedenktafeln für die Chorleiter Bedřich Smetana, Karel Bendl und Karel Knittl angebracht, über den Tafeln leuchtet die goldene Inschrift HLAHOL. Die Stuckdekoration der Fassade ist ein Werk des Bildhauers Josef Pekárek. Den gewölbten Giebel des Hauses ziert eine Allegorie der Musik, ein Mosaik des Malers Karel Ludvík Klusáček. Der große Konzertsaal im Erdgeschoss besitzt ein verglastes Dach. Auf der Wand gegenüber der Bühne befindet sich eine große Lünette – eine Allegorie des Liedes, die Alfons Mucha 1921 für Hlahol malte. Im Inneren haben sich viele originale Jugendstil-Möbel und Einrichtungen erhalten, z. B. Türen, Geländer und zwei große Kronleuchter im Konzertsaal. Das Gebäude ist heute ein Kulturdenkmal. Im ersten Stockwerk beherbergt es ein Hlahol-Museum.
Auch im Ersten Weltkrieg setzte Hlahol seine Konzerttätigkeit fort. Unter der Leitung von Jaroslav Křička (1911–1920) widmete man sich vorwiegend tschechischen Komponisten und folgte damit dem Publikumsinteresse in der Kriegszeit. Nach dem Krieg konnte das Ensemble unter der Leitung von Jaromír Herle (1921–1938) seine Spitzenposition unter den tschechischen Chören weiter ausbauen. Im Jahr 1923 gewann Hlahol den ersten Preis im internationalen Chorwettbewerb in Amsterdam. In den 1920er-Jahren erreichte die Mitgliederzahl ihren Höhepunkt, der Verein hatte im Jahr 1925 mehr als 1000 Mitglieder. Das Ensemble arbeitete auch mit ausländischen Gastdirigenten zusammen, z. B. mit Bernardino Molinari und Pietro Mascagni. Neben den Aufführungen von Weltliteratur widmete man sich auch weiterhin der Förderung tschechischer Chormusik. Hlahol schrieb Wettbewerbe für Chorkompositionen aus und stellte in seinen Konzerten oft neue Werke junger tschechischer Komponisten vor.

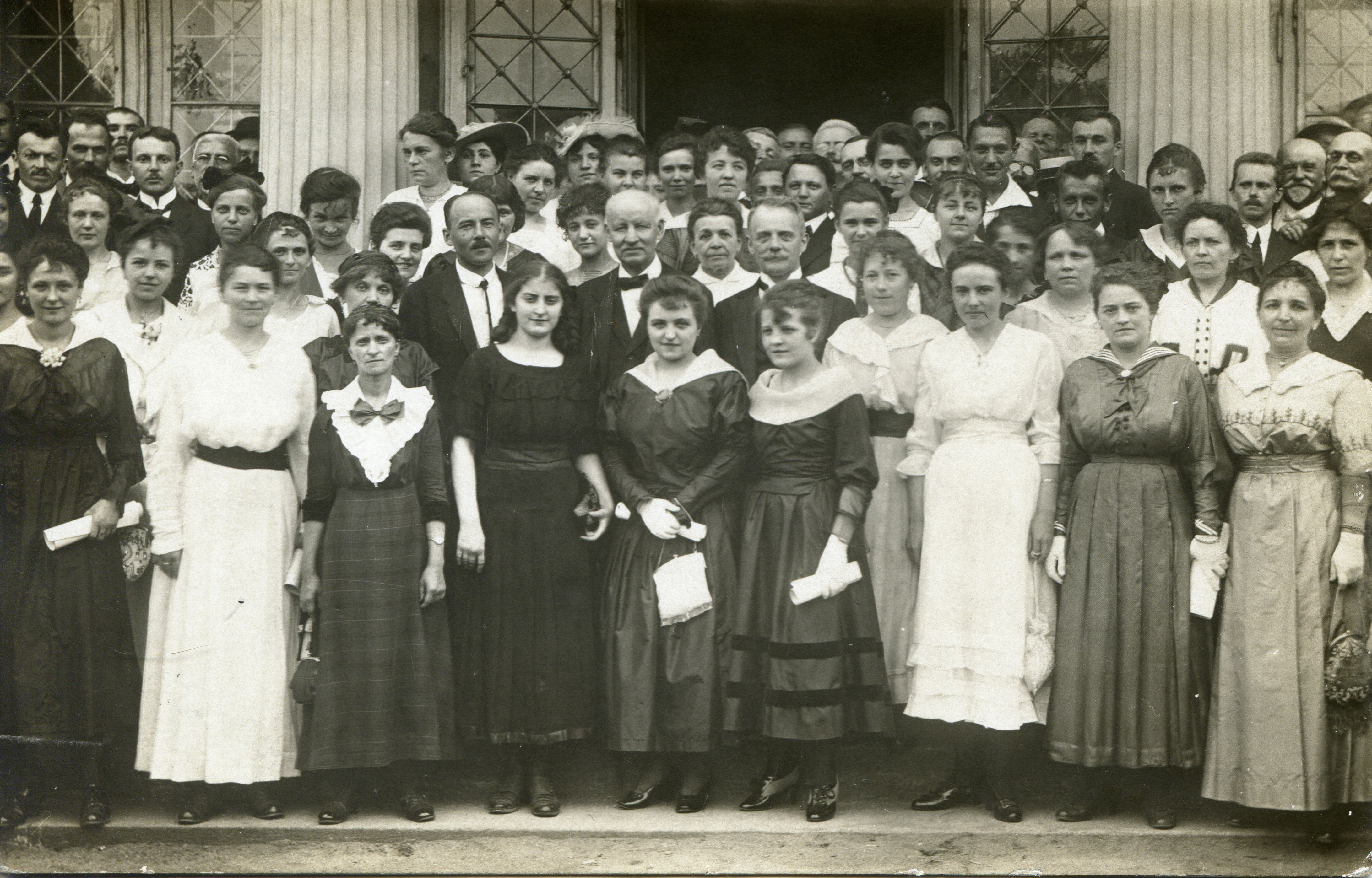
Der gemischte Chor im Jahr 1916

Die Wirtschaftskrise der 1930er-Jahre führte zu einem Mitgliederschwund und die finanzielle Situation des Vereins verschlechterte sich. Hlahol konnte nur wenige eigene Konzerte veranstalten, wirkte aber verstärkt bei fremden Produktionen mit. Chormitglieder sangen z. B. bei der Aufführung von Richard Wagners Oper Die Meistersinger von Nürnberg unter der Leitung von Otakar Ostrčil, in Giuseppe Verdis Requiem unter der Leitung von Victor de Sabata, in Gustav Mahlers 2. Symphonie unter der Leitung von Fritz Busch und beim Oratorium Mistr Jan Hus von Jaroslav Jeremiáš, dirigiert vom Komponisten selber. Im Jahr 1930 richtete Hlahol einen Gesangskurs ein, um qualifizierten Nachwuchs zu gewinnen. Ab 1936 wurden Gesangskurse auch für Kinder angeboten und das Ensemble um einen Kinderchor erweitert.
Im Jahr 1941 installierte man in den Probenräumen eine Anlage zum Abspielen von Schallplatten. Neben dem Hören klassischer Chormusik diente sie auch zur Wiedergabe von Unterhaltungs- und Tanzmusik bei Vereinstreffen. Während des Zweiten Weltkrieges und unter den erschwerten Bedingungen im Protektorat Böhmen und Mähren waren nur wenige Aktivitäten möglich. Unter der Führung von Václav Smetáček (1938–1946) arbeitete das Ensemble mit der Tschechischen Philharmonie und den Prager Symphonikern zusammen. Letztere leitete Smetáček ab 1942 als Chefdirigent. In diese Zeit fällt auch eine intensive Zusammenarbeit mit dem Tschechischen Rundfunk. Zu nennen sind die viel beachtete Rundfunkübertragung des Jubiläumskonzertes zum 100. Geburtstag Dvořáks im Jahr 1941 sowie die Schallplattenaufnahme von Smetanas Vokalkomposition Česká píseň (Tschechisches Lied) im Tonstudio des Rundfunks.

### Von der Nachkriegszeit bis zur Gegenwart

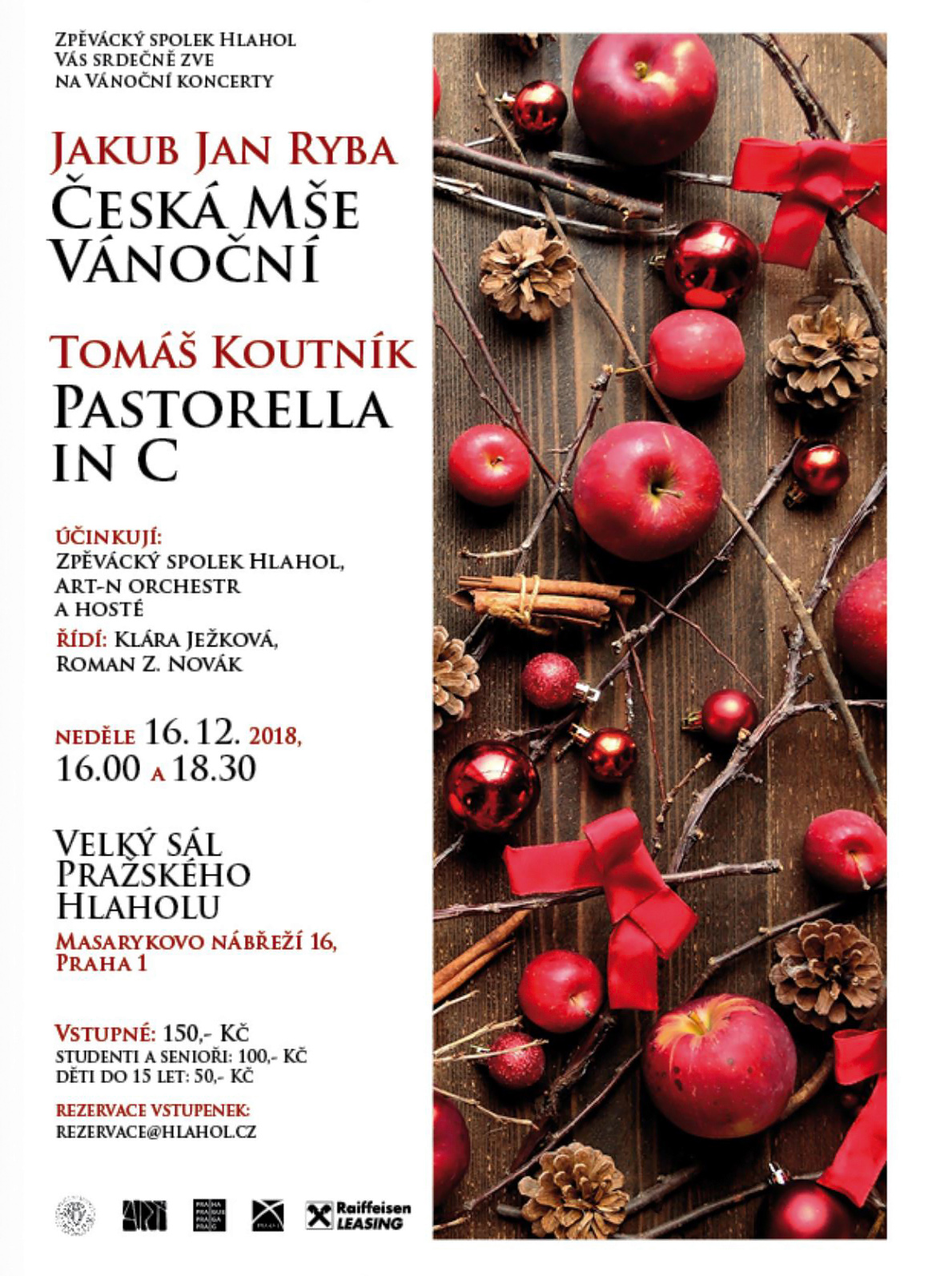
Einladung zum Weihnachtskonzert 2018 mit Aufführung der Böhmischen Weihnachtsmesse.

Unter der Leitung von Zdeněk Tomáš (1948–1980) konnte sich das Ensemble nach dem Krieg künstlerisch weiterentwickeln. Die finanzielle Situation blieb aber angespannt und durch den sog. Eisernen Vorhang waren Kontakte mit dem Ausland kaum möglich. Im Mai 1948 wirkte der Chor beim großen Eröffnungskonzert des Musikfestivals Prager Frühling im Hof der Prager Burg mit. Unter der Leitung von Rafael Kubelík und begleitet von der Tschechischen Philharmonie wurde Dvořáks Oratorium Svatá Ludmila (Die Heilige Ludmilla) aufgeführt. Im gleichen Jahr sang der Männerchor auch bei der Trauerfeier für den Präsidenten Edvard Beneš.
In den Jahren 1954 bis 1958 war Hlahol der Städtischen Volksakademie (Městský dům osvěty, MDO) angegliedert, in der in der sozialistischen Tschechoslowakei die Kulturvereine zusammengefasst worden waren. 1957 gründete Hlahol ein eigenes Amateurorchester. Im 100. Jubiläumsjahr 1961 zählte der gemischte Chor 203 aktive Sänger und Sängerinnen, das Orchester hatte 77 Mitglieder und im Kinderchor sangen 234 Kinder. Das Amateurorchester löste sich im Jahr 1978 aus finanziellen Gründen auf. 1984 wurde ein eigenes Streichorchester gegründet.
Zdeněk Tomáš erweiterte das Repertoire um konzertante Versionen von Opern, z. B. Nabucco und Simon Boccanegra von Verdi und Guillaume Tell von Rossini. Zum einen wollte er damit ein breiteres Publikum erreichen und so die finanzielle Situation des Vereins verbessern, zum andern war in der gegebenen politischen Situation das Aufführen von ausschließlich geistlicher Musik mit Problemen verbunden. In den 1950er und 1960er Jahren konnten zahlreiche neue Werke einstudiert werden, z. B. Haydns Schöpfung, die Oratorien Messiah, Israel in Egypt und L’Allegro von Händel, Die Legende von der heiligen Elisabeth von Liszt, Praecatus est von Bohuslav Matěj Černohorský, Psalm 150 und Te Deum von Anton Bruckner.
In den 1970er und 1980er Jahren nahm die Mitgliederanzahl stark ab. Nach der samtenen Revolution des Jahres 1989 stabilisierte sich die Situation. In den 1990er-Jahren erreichte das Ensemble wieder ein gutes künstlerisches Niveau, konnte sein Repertoire erweitern und zahlreiche Konzerte im In- und Ausland durchführen. Der Chor nahm die Zusammenarbeit mit einem Kammerorchester aus Mitgliedern der Tschechischen Philharmonie, der Prager Symphoniker und des Symphonieorchesters des Tschechischen Rundfunks (Symfonický orchestr Českého rozhlasu) auf.
Der Schwerpunkt der Chorarbeit liegt auf geistlicher Musik. Zum Repertoire gehören neben Kantaten, Messen und Oratorien auch zahlreiche A-capella-Kompositionen tschechischer und ausländischer Komponisten. Zu einer Tradition sind die Weihnachtskonzerte im Hlahol Saal mit Aufführungen der Böhmischen Weihnachtsmesse von Jakub Jan Ryba geworden. Der Chor ist Mitglied in der Union der tschechischen Chöre (Unie českých pěveckých sborů). Künstlerischer Leiter ist seit 2001 Roman Z. Novák. Im Jahr 2006 zählte der gemischte Chor 65 Mitglieder. Im Jahr 2011 feierte Hlahol das 150. Jubiläum seiner ununterbrochenen Tätigkeit. Auf dem Programm des Jubiläumskonzertes im Herbst 2011 standen die Kantate Amarus von Leoš Janáček und Psalm 149 und Te Deum von Antonín Dvořák.

## Liste der Chorleiter
Hlahol-Chorleiter seit der Chorgründung bis heute:
- Jan Ludvík Lukes (1861–1863), Gründer
- Ferdinand Heller (1861–1863, 1864–1865)
- František Kaván (1863–1864, 1865–1866)
- Bedřich Smetana (1863–1865)
- Karel Bendl (1865–1877)
- František Chlum (1877)
- Karel Knittl (1877–1890, 1897–1903)
- Josef Klička (1890–1897)
- Karel Douša (1901–1903)
- Adolf Piskáček (1903–1911)
- Jaroslav Křička (1911–1921)
- Jaromír Herle (1921–1938)
- Václav Smetáček (1938–1946)
- Antonín Dolinský (1946–1947)
- Cyril Pecháček (1947–1948)
- Zdeněk Tomáš (1948–1980)
- Jan Kasal (1980–1992)
- Zdeněk Šulc (1992–2001)
- Roman Z. Novák (seit 2001)